# Weeber Klára
Szabados Jánosné Weeber Klára (Budapest, 1938. március 24. –) szobrász, Szabados János festőművész felesége.

## Életútja
1956 és 1961 között a Magyar Iparművészeti Főiskolán tanult, ahol mestere Borsos Miklós volt. 1963-tól Kaposváron él és dolgozik. 1992-től a kaposvári Iparművészeti Szakközépiskolában rajz-mintázást oktatott. Tanulmányúton járt Jugoszláviában, Olaszországban és Lengyelországban tett. Részt vette a Bácska-Topolyai, a Grožnjani és a Fonyódi Alkotótelepek munkájában. Kőbe faragott, bronzba öntött  és fából alakított szobrokat készít, utóbbiak a népi faragóművészet jegyeit viselik.

## Díjak, elismerések
- 1971: Kaposvári Tavaszi Tárlat nívódíja;
- 1983: Tavaszi Tárlat, nívódíj, Kaposvár;
- 1985: Tavaszi Tárlat, II. díj, Kaposvár; Somogy megyei Tanács művészeti díja;
- 1988: II. Országos Faszobrászat Triennálé, Nagyatád város díja;
- 1991: “Somogyi műhelyek” kiállítás nívódíja.

## Egyéni kiállítások
- 1972 • Vaszary Terem, Kaposvár
- 1974 • Somogyi Képtár, Kaposvár
- 1975 • Somogyi Képtár, Kaposvár
- 1977 • Ferencvárosi Pincetárlat, Budapest
- 1980 • Vörös Kápolna, Balatonboglár • Grožnjani képzőművészeti találkozó (YU)
- 1981 • Vörös Kápolna, Balatonboglár
- 1982 • Ifjúsági Ház, Kaposvár
- 1983 • Dráva Múzeum, Barcs • Városi Múzeum, Marcali
- 1984 • MEZŐGÉP Vállalat, Kaposvár
- 1987 • Nyári Galéria, Fonyód
- 1988 • Művelődési Ház, Nagyatád
- 1993 • Rippl-Rónai József Múzeum, Kaposvár
- 1994 • Szín-Folt Galéria, Kaposvár
- 1995 • Műhelygaléria, Pécs
- 1997 • Kaposfüredi Galéria, Kaposvár • Városi Múzeum, Csurgó • Művelődési Ház, Mohács.

## Válogatott csoportos kiállítások
- 1963-73 • Fiatal Művészek Stúdiója kiállításai
- 1965-85 • Országos Képzőművészeti kiállítások, Műcsarnok, Budapest
- 1964-84 • Dél-dunántúli képzőművészek kiállításai
- 1975 • Nők a művészetben, Szabadka • Somogyi művészek Olstynban, (PL)
- 1973-90 • Dunántúli Tárlatok, Somogyi Képtár, Kaposvár
- 1985 • V. Országos Éremművészeti Biennálé, Lábasház, Sopron
- 1986-96 • Országos Faszobrászati Kiállítások, Nagyatád
- 1989 • Somogyi alkotók tárlata, Galerie Stadttor, Schladming (A)
- 1994 • Regionális Kisplasztikai Tárlat, Zalaegerszeg.

## Művek közgyűjteményekben
Janus Pannonius Múzeum, Pécs • Magyar Nemzeti Galéria, Budapest • Rippl-Rónai József Múzeum, Kaposvár • Somogyi Könyvtár, Szeged.